# Liste des as britanniques de la Première Guerre mondiale

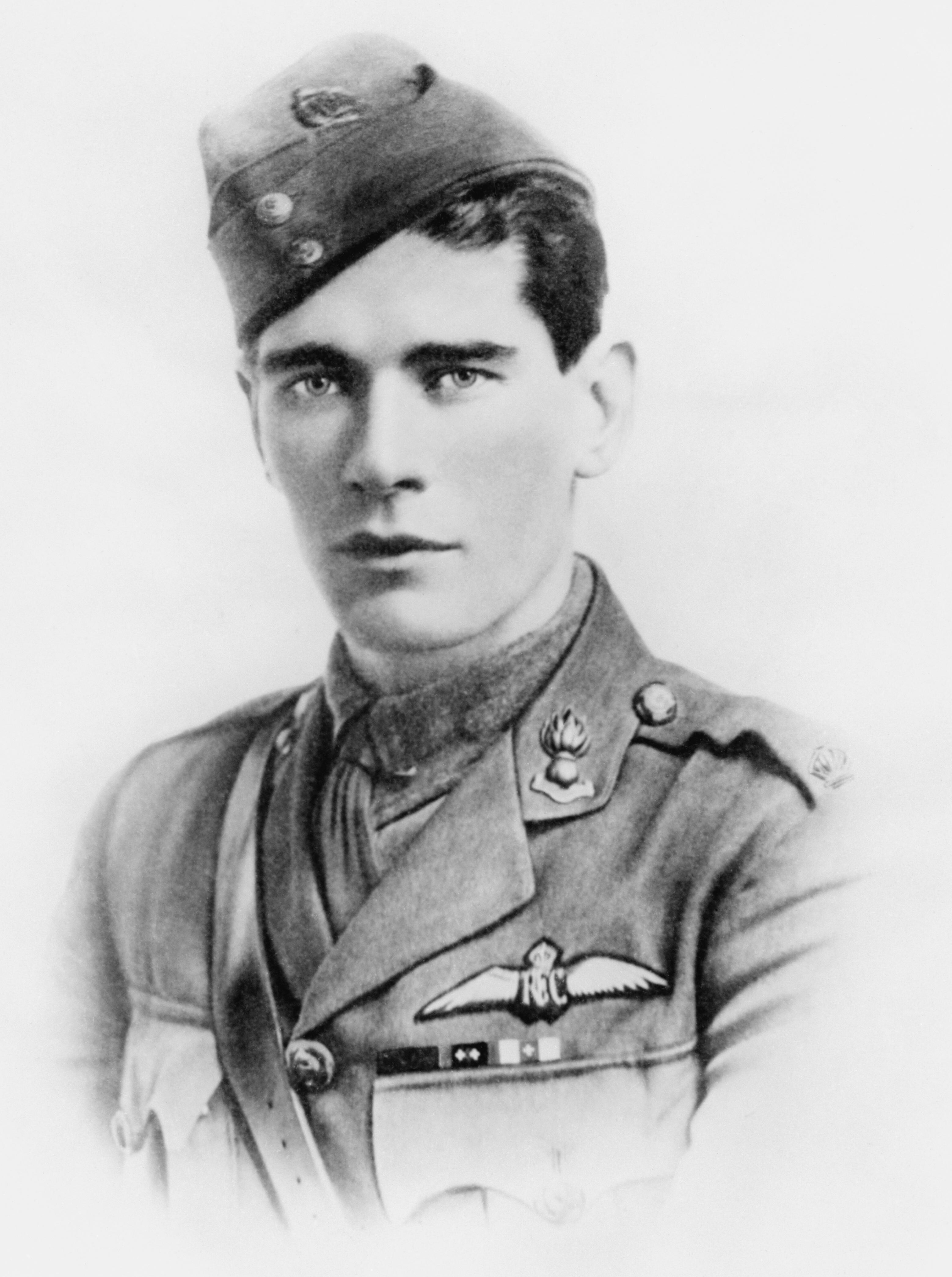
Edward Mannock, premier as britannique avec 61 victoires.

Cette liste des as britanniques de la Première Guerre mondiale contient les noms d'aviateurs de nationalité britannique ayant combattu lors de la Première Guerre mondiale et ayant obtenu le statut d'as selon les règles en vigueur dans l'Empire britannique.

## Normes des victoires aériennes
Comme pour les autres pays, l'Empire britannique emploie l'aviation comme moyen de reconnaissance au début de la guerre. Certains pilotes embarquent bien des armes et même une mitrailleuse Lewis mais le poids est trop important, ce qui dégrade fortement les performances des avions. Le Vickers FB 5, qui entre en service en 1915, est le premier avion anglais pensé entièrement pour le combat. 

### Un décompte qui évolue
Le décompte des victoires aériennes par les Britanniques est déterminé par la volonté du haut commandement de maintenir une offensive aérienne continue. Dès le début, il considère comme victorieuses les actions qui déjouent les intentions des Allemands. Leur système de comptage est orienté vers la reconnaissance de la victoire morale que représente le fait de contrecarrer les actions offensives de l'ennemi, ainsi que la victoire physique que représente la destruction de ses avions.
Un pilote britannique ou du Commonwealth appartenant au Royal Flying Corps (RFC) et au Royal Naval Air Service, ou les pilotes australiens de l'Australian Flying Corps, peuvent être crédités d'une victoire pour avoir détruit un avion ennemi, pour l'avoir abattu et mis hors de contrôle, pour l'avoir capturé ou pour avoir détruit un ballon d'observation ennemi. Au tout début des combats aériens, en 1915 et 1916, les victoires peuvent également être attribuées pour avoir forcé un avion ennemi à atterrir en territoire allié ou ennemi. Contrairement aux autres forces aériennes de l'époque, en acceptant ces victoires « hors de contrôle », les autorités britanniques n'exigent pas nécessairement une vérification indépendante au sol d'une victoire pour l'attribuer.
En 1917, les victoires « hors de contrôle » (« out of control »), « abattu » (« driven down ») et « forcé à atterrir » (« forced to land ») surchargent le système de notation. Alors que les combats aériens s'intensifient au point que les pilotes britanniques soumettent jusqu'à 50 réclamations certains jours, le système de comptage sature. En mai 1918, la nouvellement formée Royal Air Force cesse, soi-disant, de comptabiliser les victoires « hors de contrôle » mais les crédite toujours aux pilotes pour l'attribution des décorations. Les victoires se limitent aux avions ennemis détruits, aux avions ennemis abattus hors de contrôle s'ils semblent si endommagés qu'ils vont s'écraser, et aux avions capturés. Les quartiers généraux des Squadron (escadron), des Brigade (brigade) et des Wing (en) (escadre) tiennent tous compte des scores individuels et des scores des unités. 

### Difficulté des doublons
Le système d'approbation commence par un rapport de combat du Squadron qui est soumis au quartier général de la Wing. Celui-ci transmet à son tour le rapport au quartier général de la Brigade. La Wing ou la Brigade peuvent approuver ou désapprouver le rapport ; parfois, l'une confirme la victoire et l'autre non. Le système n'est pas centralisé et différentes patrouilles alliées peuvent soumettre des rapports pour un même engagement avec l'ennemi, rendant l'identification compliquée. De plus, les victoires sont rapportées par le QG du RFC via un communiqué. L'heure limite pour le communiqué quotidien (surnommé « Comic Cuts » par les pilotes) est fixée à 16 h. L'adoption d'un système qui ne rend pas toujours compte d'un événement le jour où il se produit réellement ajoute à la confusion causée par le double compte rendu.
Il est donc assez ardu pour les historiens de retrouver et compter correctement les différentes victoires. Certains bombardements, ou simplement le temps, ont également détruits des archives.

### Gestion des victoires partagées
Dans les cas où plus d'un pilote (ou observateur) est impliqué dans une victoire britannique, la pratique est particulièrement incohérente. Puisqu'après tout un seul avion ennemi est détruit, la victoire au niveau de l'unité (Squadron ou Wing par exemple) n'est comptabilisée qu'une fois. D'un autre côté, dans certains cas, tous les pilotes concernés peuvent recevoir un crédit complet à leur score personnel, car les victoires à cette époque ne sont pas divisées de manière fractionnée, comme cela peut être le cas durant la Seconde Guerre mondiale. À titre d'exemple, pas moins de douze pilotes du Royal Flying Corps ont chacun revendiqué une victoire parce qu'ils ont contribué à détruire un Albatros D.III le 8 avril 1917. Cependant, certains squadrons ne comptent ces victoires que pour l'unité concernée sans les créditer à un individu, ou comptent les scores « partagés » séparément des victoires « solo » d'un pilote particulier. 
Dans le cas d'équipages de biplaces, le pilote et l'observateur peuvent tous deux être crédités d'une victoire. La règle habituelle consiste à créditer toutes les victoires au pilote d'un Sopwith 1½ Strutter ou d'un Bristol F.2 Fighter biplace, mais l'observateur/tireur n'est crédité que pour les cas où il a tiré avec son arme. Certains squadron tiennent des listes distinctes des as pilotes et des as observateurs, d'autres non.

### Ballons d'observation
Tout comme les autres pays, l'Empire britannique comptabilise bien la destruction des ballons d'observations comme une victoire aérienne. Si à partir de 1918, les ballons doivent être en flamme pour être considérés comme détruits, ce n'est pas spécialement le cas plus tôt durant le conflit, des ballons s'effondrant sur eux-mêmes étant suffisants.
En revanche, dès 1917, le formulaire de réclamation pour les ballons d'observation est différent de celui pour les avions ennemis et est rarement conservé avec les archives des rapports de combat. Cette distinction amène à une sous-estimation du nombre de ballons détruits.

## Liste par nombre de victoires

### 50 victoires et plus
| Nom du pilote   | Victoires | Remarques                         | Sources |
| Edward Mannock† | 61        | Mort le 26 juillet 1918           | [ 8 ]   |
| James McCudden† | 57        | Mort d'un accident 9 juillet 1918 | [ 9 ]   |

### 20 victoires et plus
| Nom du pilote                        | Victoires | Remarques                                    | Sources |
| George McElroy†                      | 47        | Mort le 31 juillet 1918 - Né en Irlande      | [ 10 ]  |
| Albert Ball†                         | 44        | Mort le 7 mai 1917                           | [ 11 ]  |
| Tom F. Hazell                        | 43        |                                              | [ 12 ]  |
| Philip F. Fullard                    | 40        |                                              | [ 13 ]  |
| Charles George Gass                  | 39        |                                              | [ 14 ]  |
| John Inglis Gilmour                  | 39        | Né en Écosse                                 | [ 15 ]  |
| James Ira Thomas Jones               | 37        |                                              | [ 16 ]  |
| Henry Woollett (en)                  | 35        |                                              | [ 17 ]  |
| Geoffrey Hilton Bowman (en)          | 32        |                                              | [ 18 ]  |
| Charles Dawson Booker†               | 29        | Mort de ses blessures le 13 août 1918        | [ 19 ]  |
| Percy Jack Clayson (en)              | 29        |                                              | [ 20 ]  |
| Robert J. O. Compston (en)           | 25        |                                              | [ 21 ]  |
| Peter Carpenter (en)                 | 24        |                                              | [ 22 ]  |
| William Charles Campbell (en)        | 23        |                                              | [ 23 ]  |
| William Kennedy-Cochran-Patrick (en) | 21        |                                              | [ 24 ]  |
| Leonard Monteagle Barlow (en)†       | 20        | Mort lors d'un vol d'essai le 5 février 1918 | [ 25 ]  |

### 15 victoires et plus
| Nom du pilote           | Victoires | Remarques                                  | Sources |
| James Belgrave (en)     | 18        |                                            | [ 26 ]  |
| Owen Baldwin (en)       | 16        |                                            | [ 27 ]  |
| John Stanley Chick (en) | 16        |                                            | [ 28 ]  |
| John Cowell (en)†       | 16        | Tué le 30 juillet 1918                     | [ 29 ]  |
| Ernest Elton (en)       | 16        |                                            | [ 30 ]  |
| Lawrence Coombes (en)   | 15        |                                            | [ 31 ]  |
| Cyril Crowe (en)        | 15        |                                            | [ 32 ]  |
| Charles Cudemore (en)   | 15        |                                            | [ 33 ]  |
| Ralph Curtis (en)†      | 15        | Mort de ses blessures le 21 septembre 1917 | [ 33 ]  |

### 10 victoires et plus
| Nom du pilote                        | Victoires | Remarques                                         | Sources |
| Colin Brown (en)                     | 14        |                                                   | [ 34 ]  |
| Euan Dickson (en)                    | 14        | Né en Angleterre mais émigre en Nouvelle-Zélande. | [ 35 ]  |
| Reginald Brading (en)                | 13        |                                                   | [ 36 ]  |
| Geoffrey Hornblower Cock (en)        | 13        |                                                   | [ 37 ]  |
| Douglas Graham Cooke (en)            | 13        |                                                   | [ 38 ]  |
| Sidney Cottle (en)                   | 13        |                                                   | [ 39 ]  |
| James Enstone (en)                   | 13        |                                                   | [ 40 ]  |
| John Oliver Andrews (en)             | 12        |                                                   | [ 41 ]  |
| Brian Edmund Baker (en)              | 12        |                                                   | [ 42 ]  |
| Charles C. Banks (en)                | 12        |                                                   | [ 43 ]  |
| Oliver Bryson (en)                   | 12        |                                                   | [ 44 ]  |
| Walter M. Carlaw (en)                | 12        |                                                   | [ 45 ]  |
| Edwin A. Clear (en)                  | 12        |                                                   | [ 46 ]  |
| Francis James Davies (en)            | 12        |                                                   | [ 47 ]  |
| Alexander Beck (en)                  | 11        | Anglo-argentin                                    | [ 48 ]  |
| Phillip Scott Burge (en)†            | 11        | Tué le 24 juillet 1918                            | [ 49 ]  |
| Roy W. Chappell (en)                 | 11        |                                                   | [ 50 ]  |
| Thomas Colvill-Jones                 | 11        | Anglo-argentin                                    | [ 51 ]  |
| Harold Day (Royal Navy officer) (en) | 11        |                                                   | [ 52 ]  |
| Trevor Durrant                       | 11        |                                                   | [ 53 ]  |
| Gordon Apps (en)                     | 10        |                                                   | [ 54 ]  |
| Edward Dawson Atkinson (en)          | 10        |                                                   | [ 31 ]  |
| Herbert H. Beddow                    | 10        |                                                   | [ 48 ]  |
| Robert A. Birkbeck (en)              | 10        |                                                   | [ 55 ]  |
| Sydney Carlin (en)                   | 10        |                                                   | [ 56 ]  |
| Robert L. Chidlaw-Roberts (en)       | 10        |                                                   | [ 57 ]  |
| Cecil Christian Clark                | 10        |                                                   | [ 58 ]  |
| Jack Armand Cunningham (en)          | 10        |                                                   | [ 59 ]  |
| Douglas Arthur Davies (en)           | 10        |                                                   | [ 60 ]  |
| Edgar G. Davies (en)                 | 10        |                                                   | [ 47 ]  |
| Aubrey Ellwood (en)                  | 10        |                                                   | [ 30 ]  |

### 5 victoires et plus
| Nom du pilote                   | Victoires | Remarques                                                                                           | Sources |
| Charles Arnison (en)            | 9         | | [ 61 ]  |
| Harold Balfour                  | 9         | | [ 62 ]  |
| Rex George Bennett              | 9         | | [ 63 ]  |
| James Binnie                    | 9         | | [ 55 ]  |
| John Denis Breakey (en)         | 9         | | [ 64 ]  |
| Frederick Britnell (en)         | 9         | | [ 65 ]  |
| Francis Casey (en)              | 9         | | [ 66 ]  |
| Donald Cunnell (en)†            | 9         | Tué le 12 juillet 1917                                                                              | [ 67 ]  |
| John Doyle (pilote) (en)        | 9         | | [ 68 ]  |
| Christopher Draper (en)         | 9         | | [ 69 ]  |
| Cyril Lowe                      | 9         | | [ 70 ]  |
| John William Aldred (en)        | 8         | | [ 71 ]  |
| Geoffrey Bailey (en)            | 8         | | [ 31 ]  |
| Bernard Beanlands (en)          | 8         | | [ 72 ]  |
| Donald Beard (en)               | 8         | | [ 73 ]  |
| Edwin Benbow (en)†              | 8         | Tué le 30 mai 1918                                                                                  | [ 74 ]  |
| Henry Biziou (en)               | 8         | | [ 75 ]  |
| Edric Broadberry (en)           | 8         | | [ 65 ]  |
| Alfred John Brown (en)          | 8         | | [ 76 ]  |
| James Martin Child (en)†        | 8         | Mort le 23 août 1918                                                                                | [ 77 ]  |
| Robert David Coath              | 8         | | [ 78 ]  |
| Edwin Cole (en)                 | 8         | | [ 79 ]  |
| James Geoffrey Coombe           | 8         | | [ 80 ]  |
| James Jeffery Dawe              | 8         | | [ 81 ]  |
| Gordon Duncan (en)              | 8         | | [ 82 ]  |
| William Durrand Jr. (en)        | 8         | | [ 53 ]  |
| Harold Eycott-Martin (en)       | 8         | | [ 83 ]  |
| John Bateman                    | 7         | | [ 84 ]  |
| William Harry Bland (en)        | 7         | | [ 85 ]  |
| Leslie Capel                    | 7         | | [ 45 ]  |
| Robert Chandler (en)            | 7         | | [ 86 ]  |
| Charles Chapman (en)†           | 7         | Mort de ses blessures le 1er octobre 1917                                                           | [ 50 ]  |
| William Hargrove Chisam         | 7         | | [ 77 ]  |
| Arthur Claydon (en)†            | 7         | Tué le 8 juillet 1918                                                                               | [ 87 ]  |
| Stanley Cockerell (en)          | 7         | | [ 88 ]  |
| Arthur Cyril Cooper             | 7         | | [ 89 ]  |
| Sidney Cowan (en)†              | 7         | Mort lors d'une collision aérienne le 17 novembre 1916                                              | [ 39 ]  |
| Edward Crundall (en)            | 7         | | [ 90 ]  |
| Alec Cunningham-Reid            | 7         | | [ 91 ]  |
| Rowan Daly (en)                 | 7         | | [ 92 ]  |
| Pruett Mullens Dennett†         | 7         | Tué le 2 juin 1918                                                                                  | [ 93 ]  |
| James Dewhirst (en)             | 7         | | [ 35 ]  |
| Henry Eric Dolan†               | 7         | Tué le 12 mai 1918                                                                                  | [ 94 ]  |
| Thomas A. Doran (en)            | 7         | | [ 68 ]  |
| Cedric Edwards (en)†            | 7         | Tué le 27 août 1918                                                                                 | [ 95 ]  |
| Herbert Ellis (en)              | 7         | | [ 96 ]  |
| John Vincent Aspinall†          | 6         | Tué le 15 mai 1918                                                                                  | [ 97 ]  |
| John Barlow†                    | 6         | Mort lors d'un accident le 23 septembre 1917                                                        | [ 97 ]  |
| Nicholson Boulton†              | 6         | Tué le 29 septembre 1918                                                                            | [ 98 ]  |
| Percy Boulton (en)              | 6         | | [ 99 ]  |
| Cecil Brock                     | 6         | | [ 100 ] |
| Eric Brookes (en)               | 6         | | [ 100 ] |
| James Bush (en)†                | 6         | Tué le 7 octobre 1917                                                                               | [ 49 ]  |
| John Candy (en)                 | 6         | | [ 45 ]  |
| John Candy (en)                 | 6         | | [ 58 ]  |
| John Henry Colbert              | 6         | | [ 88 ]  |
| Reginald Conder                 | 6         | | [ 101 ] |
| Gerald Kempster Cooper          | 6         | | [ 102 ] |
| Maurice Cooper (en)             | 6         | | [ 102 ] |
| William Curphey (en)†           | 6         | Tué le 15 mai 1917                                                                                  | [ 90 ]  |
| John Daley (en)†                | 6         | Né en Jamaïque et mort de ses blessures le 8 juillet 1918                                           | [ 103 ] |
| Horace Balfour Davey            | 6         | | [ 60 ]  |
| Charles Davidson (en)           | 6         | | [ 60 ]  |
| Horace Debenham                 | 6         | | [ 104 ] |
| Cyril Askew Eyre†               | 6         | Né en Angleterre mais rejoint le RNAS à Toronto en 1915. Tué le 7 juillet 1917                      | [ 105 ] |
| Charles Allen (en)              | 5         | | [ 106 ] |
| John Aldridge (en)              | 5         | | [ 71 ]  |
| Anthony Arnold (en)             | 5         | | [ 71 ]  |
| F. Babbage                      | 5         | | [ 31 ]  |
| Lovell Baker                    | 5         | | [ 42 ]  |
| Charles Gordon Bell (en)        | 5         | | [ 26 ]  |
| Risdon Mackenzie Bennett        | 5         | | [ 107 ] |
| Frank Billinge (en)             | 5         | | [ 55 ]  |
| Arthur Winston Blake            | 5         | | [ 85 ]  |
| Alfred Blenkiron (en)           | 5         | | [ 108 ] |
| William Bond (en)               | 5         | | [ 108 ] |
| Alan Bott (en)                  | 5         | | [ 98 ]  |
| Francis Bowles                  | 5         | | [ 109 ] |
| Godfrey Bremridge (en)          | 5         | | [ 64 ]  |
| William Cairnes†                | 5         | Tué le 1er juin 1918                                                                                | [ 110 ] |
| Joseph Callaghan†               | 5         | Tué le 2 juillet 1918                                                                               | [ 111 ] |
| Lawrence Kingsley Callahan (en) | 5         | | [ 111 ] |
| Douglas Cameron (en)            | 5         | | [ 23 ]  |
| James E. Child                  | 5         | | [ 57 ]  |
| George M. Cox (en)              | 5         | Né en Inde                                                                                          | [ 112 ] |
| Kelvin Crawford†                | 5         | Tué le 11 avril 1918                                                                                | [ 113 ] |
| Gerard Crole (en)               | 5         | | [ 113 ] |
| Robert James Cullen             | 5         | | [ 33 ]  |
| Frederick Cunninghame           | 5         | | [ 59 ]  |
| Sydney Dalrymple (en)           | 5         | | [ 114 ] |
| Charles Darwin (en)             | 5         | | [ 92 ]  |
| Jeffery Day (en)                | 5         | | [ 52 ]  |
| Philip De Fontenay              | 5         | Né à l'île Maurice, après avoir servi durant cinq mois avec la légion étrangère, il rejoint le RFC. | [ 104 ] |
| Bruno De Roeper (en)            | 5         | | [ 115 ] |
| Edward Barfoot Drake†           | 5         | Tué le 29 septembre 1918                                                                            | [ 116 ] |
| Hugh William Elliott            | 5         | | [ 96 ]  |
| Henry Evans (en)†               | 5         | Tué le 3 septembre 1916                                                                             | [ 83 ]  |